# Alte Kirche am Johannisberg

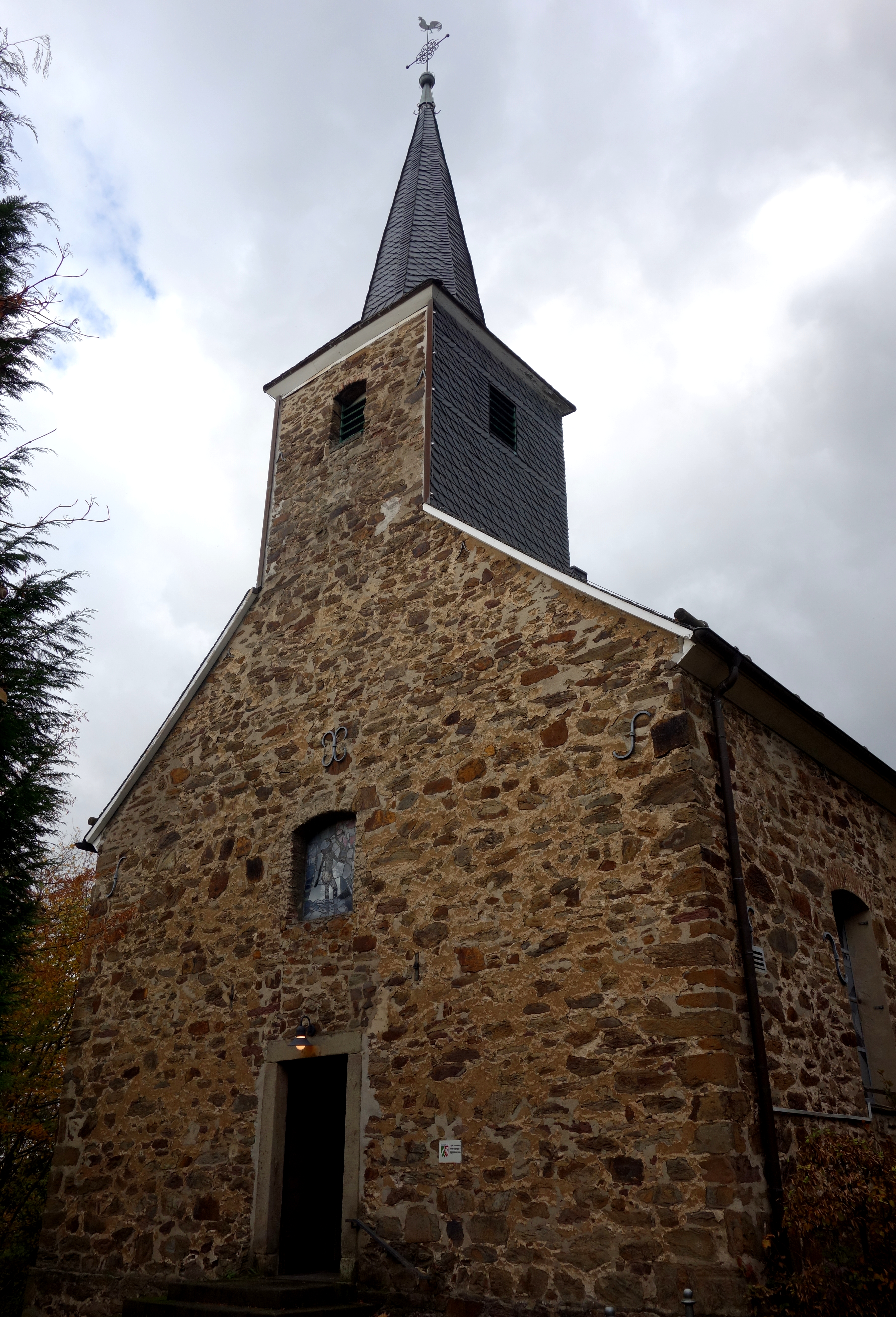
Alte Kirche am Johannisberg

Die Alte Kirche am Johannisberg ist eine einschiffige Bruchsteinkapelle in der nordrhein-westfälischen Stadt Leichlingen (Rheinland). Sie gehört zur Katholischen Kirchengemeinde St. Johannes Baptist und St. Heinrich.

## Geschichte

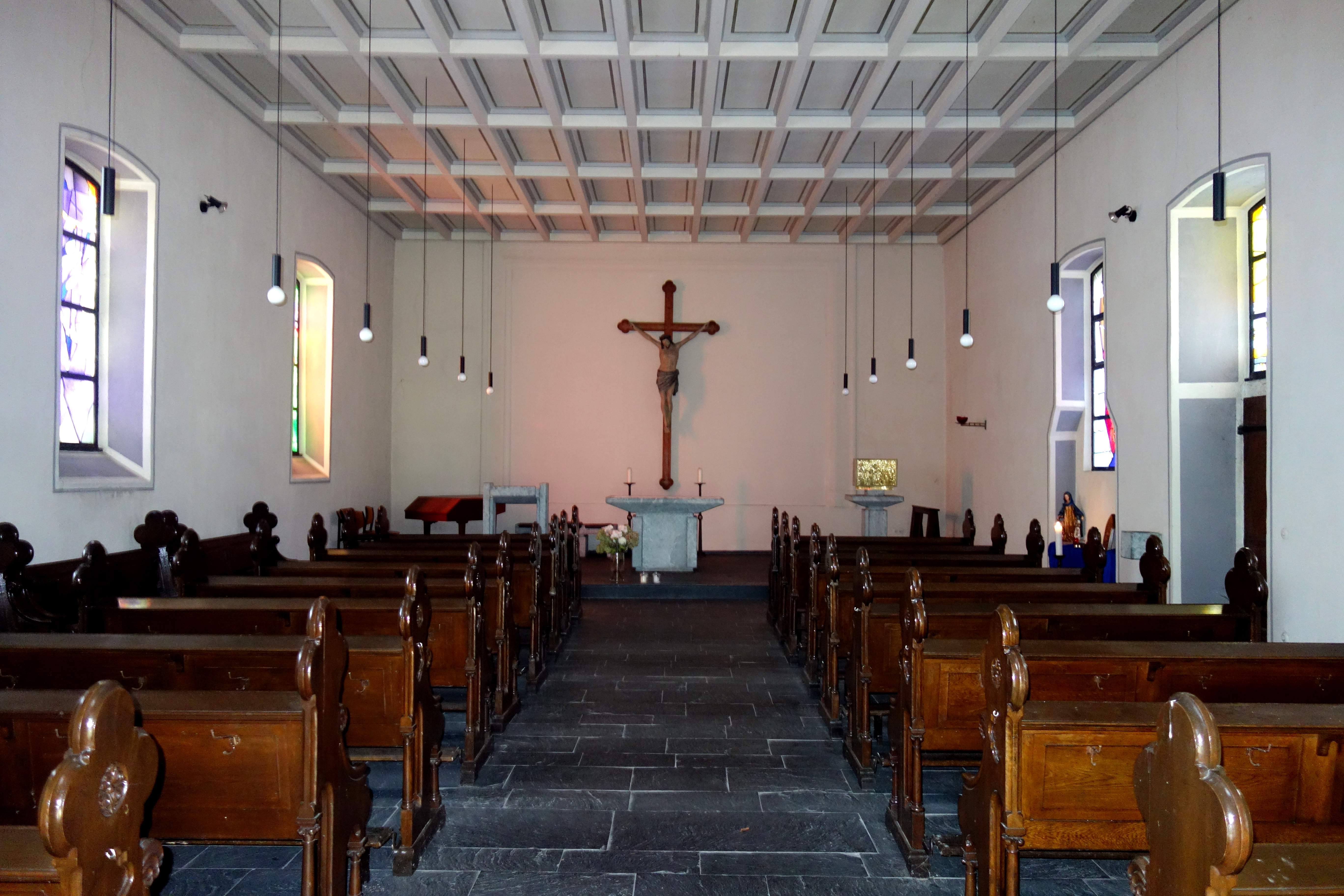
Innenraum

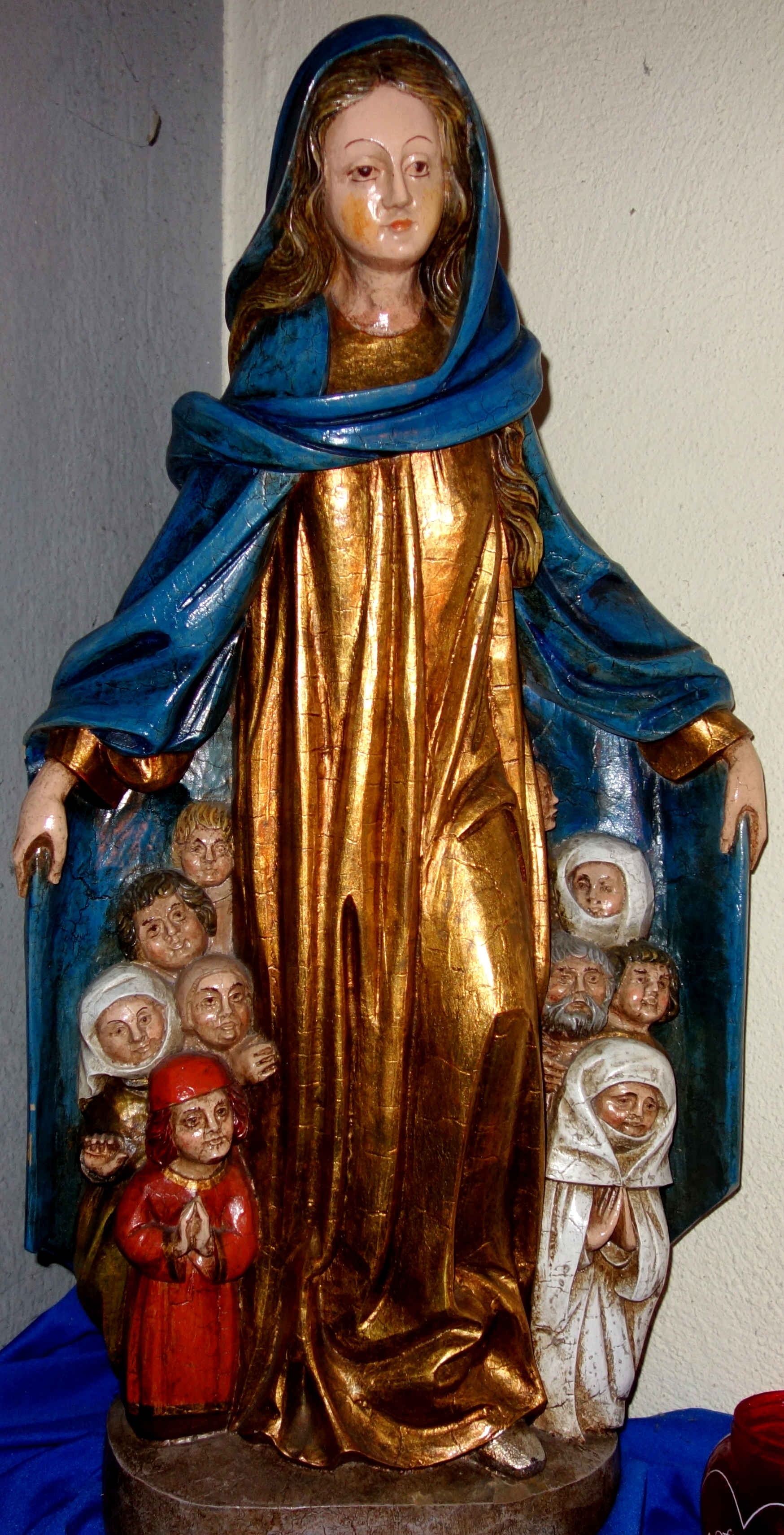
Schutzmantelmadonna

Die Grundsteinlegung der Kirche fand am 11. Mai 1807 und die Weihe am 4. August 1811 statt. Das Gotteshaus und die Gemeinde wurden unter den Schutz des Heiligen Johannes Baptist und des Heiligen Einsiedlers Antonius gestellt. Zu Ehren des Kirchenpatrons St. Johannes Baptist erhielt das Gebiet um die Kirche den Namen Johannisberg.
In den Jahren 1863 und 1864 wurde die Kirche wegen der inzwischen angewachsenen Gemeinde vergrößert und erhielt ein neues Pfarrhaus. Der Altar wurde am 22. September 1864 geweiht.
Nachdem 1904 die neue Pfarrkirche St. Johannes Baptist eingeweiht worden war, wurde die alte Kirche am Johannisberg aus Geldmangel zunächst verkauft, jedoch 1919 wieder zurück erworben. In den Jahren 1923 und 1924 wurden eine Bühne und ein Nebenraum angebaut, die Räume wurden bis 1938 als Jugendheim und Turnhalle genutzt.
Zwischen 1939 und 1942 verhinderte der damalige Pfarrer Conzen die wiederholten Versuche der Nationalsozialisten, das Gebäude für die Modellbauabteilung des Nationalsozialistischen Fliegerkorps anzumieten.
Nach Beendigung des Zweiten Weltkriegs wurden in den Räumlichkeiten der Kirche auf Veranlassung des Erzbistums Köln sakrale Gegenstände gelagert. Zwischen 1970 und 1973 ließ der damalige Pfarrer Reichenbach das Gotteshaus wieder herrichten, damit es während der Restaurierung der Pfarrkirche St. Johannes Baptist als Ausweichmöglichkeit genutzt werden konnte. Am 18. August 1973 wurde der Altar geweiht.
1981 erhielt die Kirche neue farbige Bleiglasfenster aus Opak- und Opalgläsern mit symbolisch abstrakten Darstellungen der acht Seligkeiten aus der Bergpredigt sowie des Heiligen Johannes des Täufers. Sie wurden nach Entwürfen des Leichlinger Künstlers Willy Schürmann gestaltet.
Seit 2007 finden hier wieder Gottesdienste, dabei gelegentliche Trauungen, und musikalische Veranstaltungen statt.

## Denkmalschutz
Die Alte Kirche am Johannisberg ist unter der Nummer 47 in der Liste der Baudenkmäler in Leichlingen (Rheinland) verzeichnet.